# Everytime We Touch (canção de Cascada)
"Everytime We Touch" é uma single de eurodance gravado pelo grupo alemão Cascada. A canção faz parte do álbum Everytime We Touch. A música originalmente foi composta e cantada por Maggie Reilly, no seu álbum de 1992, Echoes. A versão do Cascada é bastante diferente, aproveitando apenas o título e o refrão da original. A música, produzida por DJ Manian e Yanou, recebeu sinais positivos da crítica e dos fãs. Em 2006 se tornou um hit mundial e nos E.U.A chegou ao nº 10 da Billboard Hot 100 e alcançado a Platina. O êxito da canção nos EUA ganhou alguma notoriedade na altura, pois então a música dance era pouco popular nos círculos mais mainstream do mercado estadunidense (é de ressalvar que isto aconteceu antes de o electropop e da EDM terem começado a ser muito populares naquele mercado, com o lançamento do aclamado álbum Blackout, de Britney Spears, a ascensão à fama de Lady Gaga ou de os singles de David Guetta terem começado a se tornar êxitos nos EUA).

## Faixas e formatos
- Single EUA (19 de abril de 2006)

1. "Everytime We Touch" [Radio Edit] 3:17
2. "Everytime We Touch" [Rocco vs. Bass-T Remix Radio Edit] 3:05

- Reino Unido CD 5"

1. "Everytime We Touch" [Radio Edit] 3:18
2. "Everytime We Touch" [Yanou's Candlelight Mix] 3:19
3. "Everytime We Touch" [Original Club Mix] 5:33
4. "Everytime We Touch" [Kenny Hayes Sunshine Funk Remix] 6:05
5. "Everytime We Touch" [Dancing DJs Remix] 5:29
6. "Everytime We Touch" [KB Project Remix] 5:31
7. "Everytime We Touch" [Flip & Fill Mix] 5:43

- Reino Unido 12" single (31 de julho de 2006)

1. "Everytime We Touch" [Original Club Mix] 5:33
2. "Everytime We Touch" [Styles & Breeze Remix] 5:32

- E.U.A Maxi CD single (2005)

1. Everytime We Touch (Radio Mix) (3:19)
2. Everytime We Touch (Rocco vs. Bass-T Remix Radio Edit) (3:05)
3. Everytime We Touch (Dan Winter Radio Edit) (3:38)
4. Everytime We Touch (Verano Radio Edit) (3:23)
5. Everytime We Touch (Original Mix) (5:34)
6. Everytime We Touch (Rocco vs. Bass-T Remix) (5:42)
7. Everytime We Touch (Dan Winter Remix) (6:37)
8. Everytime We Touch (Scarf! Remix) (5:34)
9. Everytime We Touch (Verano Remix) (5:50)

Suécia Maxi CD single (2006)
1. Everytime We Touch (Radio Edit) (3:17)
2. Everytime We Touch (Rocco vs. Bass-T Radio Cut) (3:07)
3. Everytime We Touch (Dan Winter Edit) (3:34)
4. Everytime We Touch (Scarf! Remix) (5:32)
5. Everytime We Touch (Original Club Mix) (5:31)
6. Everytime We Touch (Rocco vs. Bass-T Remix) (5:41)
7. Everytime We Touch (Dan Winter Remix) (6:33)
8. Everytime We Touch (Yanou's Candlelight Mix) (3:15)

- Reino Unido Maxi CD single (2006)

1. Everytime We Touch (Radio Edit) (3:18)
2. Everytime We Touch (Yanou's Candlelight Mix) (3:19)
3. Everytime We Touch (Original Club Mix) (5:33)
4. Everytime We Touch (Kenny Hayes Sunshine Funk Remix) (6:05)
5. Everytime We Touch (Dancing DJs Remix) (5:29)
6. Everytime We Touch (KB Project Remix) (5:31)
7. Everytime We Touch (Flip & Fill Mix) (5:43)

- Austrália Maxi CD single (2006)

1. Everytime We Touch (Radio Mix) (3:18)
2. Everytime We Touch (Rocco vs. Bass-T Remix Radio Edit) (3:06)
3. Everytime We Touch (Dan Winter Radio Edit) (3:36)
4. Everytime We Touch (Verano Radio Edit) (3:23)
5. Everytime We Touch (Original Mix) (5:32)
6. Everytime We Touch (Rocco vs. Bass-T Remix) (5:42)
7. Everytime We Touch (Dan Winter Remix) (6:36)
8. Everytime We Touch (Verano Remix) (5:50)

- Austrália Remixes Maxi CD single (2006)

1. Everytime We Touch (Aussie Radio Edit) (3:19)
2. Everytime We Touch (Yanou's Candlelight Mix) (3:17)
3. Everytime We Touch (Kenny Hayes Sunshine Funk Remix) (6:05)
4. Everytime We Touch (Dancing DJs Remix) (5:29)
5. Everytime We Touch (KB Project Remix) (5:31)
6. Everytime We Touch (Flip & Fill Mix) (5:43)

- Alemanha Maxi CD single (2005)

1. Everytime We Touch (Radio Edit)
2. Everytime We Touch (Rocco vs. Bass-T Radio Cut)
3. Everytime We Touch (Verano Edit)
4. Everytime We Touch (Dan Winter Edit)
5. Everytime We Touch (Scarf! Remix)
6. Everytime We Touch (Original Club Mix)
7. Everytime We Touch (Rocco vs. Bass-T Remix)
8. Everytime We Touch (Verano Remix)
9. Everytime We Touch (Dan Winter Remix)

- Alemanha Maxi CD single (2007)

1. Everytime We Touch (Radio Edit) (3:17)
2. Everytime We Touch (2-4 Grooves Radio Mix) (3:00)
3. Everytime We Touch (Rocco vs. Bass-T Radio Edit) (3:04)
4. Everytime We Touch (Original Mix) (5:31)
5. Everytime We Touch (Ballad Version) (3:15)

"Everytime We Touch" recebeu uma versão "Candlelight Mix", feita por Yanou. Nessa versão, a batida sai para entrar um piano, transformando a música numa "balada".

## Performances nas paradas
| Parada (2005/2006)            | Melhor posição | País           |
| ----------------------------- | -------------- | -------------- |
| DJ Playlist                   | 3              | Alemanha       |
| Billboard Adult Contemporary  | 28             | Estados Unidos |
| Billboard Dance Radio Airplay | 1              | Estados Unidos |
| Billboard Hot 100             | 10             | Estados Unidos |
| Billboard Pop 100             | 5              | Estados Unidos |
| ARIA Dance Charts             | 7              | Austrália      |
| ARIA Singles Chart            | 61             | Austrália      |
| Dance Chart                   | 2              | Canadá         |
| Singles Chart                 | 2              | Canadá         |
| Airplay Chart                 | 23             | Canadá         |
| Singles Chart                 | 21             | Canadá         |
| Singles Chart                 | 10             | Roménia        |
| IFPI Chart                    | 36             | Chéquia        |
| Singles Chart Holandês        | 10             | Países Baixos  |
| Singles Chart Francês         | 2              | França         |
| Singles Chart                 | 1              | Irlanda        |
| Singles Chart                 | 1              | Israel         |
| Airplay Chart                 | 11             | Rússia         |
| Singles Chart                 | 1              | Suécia         |
| Singles Chart                 | 2              | Reino Unido    |
| Singles Chart                 | 15             | Suíça          |
| Singles Chart                 | 5              | Alemanha       |
| Singles Chart                 | 4              | Áustria        |